# The wayward wind
The wayward wind is een countrylied dat werd geschreven door de UCLA-studenten Herb Newman en Stanley Lebowsky. De relatief onbekende Gogi Grant nam het in 1956 op bij Era Records dat Newman en zijn neef Lou Bedell een jaar eerder hadden opgericht.
Ze kreeg concurrentie van twee andere artiesten die het vrijwel meteen coverden, namelijk Tex Ritter en Jimmy Young. Alle drie hadden ze een hit; Grant had zelf het meeste succes met een nummer 1-notering in zowel de Verenigde Staten als het Verenigd Koninkrijk.
Daarnaast verschenen er tal van andere covers, waaronder van bekende artiesten als Sam Cooke, Pat Boone, The Everly Brothers, Neil Young en Anne Murray.

## Hitsingles
In de loop van de jaren behaalden de volgende artiesten een hit met het nummer:
| Artiest               | jaar | land/hitlijst                       | notering | weken |
| --------------------- | ---- | ----------------------------------- | -------- | ----- |
| Gogi Grant            | 1956 | Verenigde Staten (Hot 100)          | 1        | 28    |
| Gogi Grant            | 1956 | Verenigd Koninkrijk (Singles Chart) | 9        | 11    |
| Gogi Grant            | 1956 | Duitsland                           | 20       | 8     |
| Gogi Grant            | 1961 | Verenigde Staten (Hot 100)          | 50       | 9     |
| Tex Ritter            | 1956 | Verenigde Staten (Hot 100)          | 28       | 13    |
| Tex Ritter            | 1956 | Verenigd Koninkrijk (Singles Chart) | 8        | 14    |
| Jimmy Young           | 1956 | Verenigd Koninkrijk (Singles Chart) | 27       | 1     |
| Frank Ifield          | 1963 | Verenigd Koninkrijk (Singles Chart) | 1        | 13    |
| Frank Ifield          | 1963 | Noorwegen                           | 8        | 1     |
| James Galway & Sylvia | 1983 | Verenigde Staten (Country Songs)    | 57       | ?     |

## Andere covers
Er kwamen ook singles uit die de hitlijsten niet bereikten, zoals van Denny Dennis met Johnny Gregory and his Orchestra (1956) en Bobby Comstock & The Counts (1961). Artiesten die het op de B-kant een single plaatsten waren bijvoorbeeld The Centennials (My dear one, 1961), Rikki Henderson (Loop de loop, 1963) en The Lazy Cowgirls (There's a new girl in town, 1992).
Op een album verschenen covers van onder meer Gene Vincent met The Blue Caps (A Gene Vincent record date, 1958), Carl Mann (Like, mann, 1960), Sam Cooke (Hits of the 50's, 1960), Pat Boone (Great! Great! Great!, 1961), The Everly Brothers (Both sides of an evening, 1961), Patsy Cline (Showcase, 1961), Eddy Arnold (Cattle call, 1963), The Browns met Jim Edward Brown (This young land, 1964), Hank Snow met The Jordanaires (Heartbreak trail, 1965), Teresa Brewer (Texas leather and Mexican lace, 1966), Mary McCaslin (Old friends, 1977), Connie Smith (New horizons, 1978), Crystal Gayle (When I dream, 1978), James Galway (The wayward wind, 1982), Boxcar Willie (All time favorites, 1983), Neil Young en Denise Draper (Old ways, 1985), The Waterboys (Fisherman's blues, 1988), Anne Murray (Croonin’, 1993), Barbara Mandrell & Friends (Good old country, 2000) en Carol Noonan (Big iron, 2001).
Daarnaast kwam er al vrij snel een vertaling naar het Deens van Thøger Olesen als Den vilde vind. Deze versie werd uitgebracht door de Four Jacks (single, 1957), de Jacks (En hyldest til Four Jacks, 1996) en Jesper Lohmann, Stig Rossen, Jesper Asholt en Keld Heick (Four Jacks - Åh, den vej til Mandalay; video, 2008).